# Таріту
Та́ріту (ест. Taritu küla) — село в Естонії, у волості Ляене-Сааре повіту Сааремаа.

## Населення
Чисельність населення на 31 грудня 2011 року становила 32 особи.

## Географія
Через село проходить дорога Коймла — Ріксу.

## Історія
Історично Таріту належало до приходу Кігелконна (Kihelkonna kihelkond).
До 12 грудня 2014 року село входило до складу волості Люманда.